# Ierxovka (Volgograd)
|  | Per a altres significats, vegeu «Ierxovka». |

Ierxovka (en rus: Ершовка) és un poble de l'óblast de Volgograd, a Rússia, segons el cens del 2010 tenia 228 habitants. Pertany al districte de Jírnovsk.